# Пае-Ла-Ітлацоа
Пае-Ла-Ітлацоа (англ. Pae-La-Itlhatsoa) — одна з місцевих громад, що розташована в районі Мокотлонг, Лесото. Населення місцевої громади у 2006 році становило 2 080 осіб.